# Cannonball Adderley

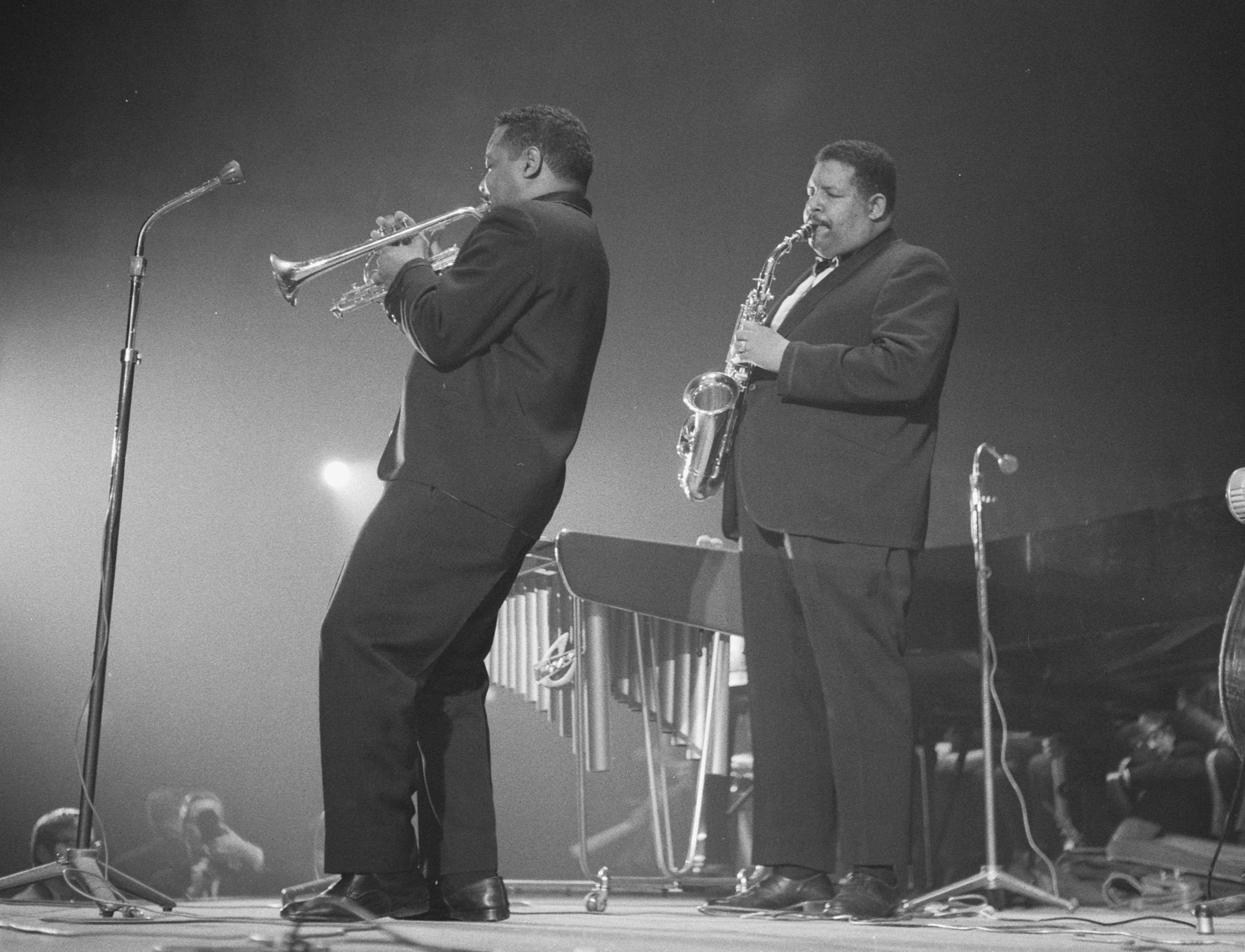
Cannonball Adderley (rechts) mit seinem Bruder Nat (1961)

Julian Edwin „Cannonball“ Adderley (* 15. September 1928 in Tampa, Florida; † 8. August 1975 in Gary, Indiana) war ein US-amerikanischer Jazz-Altsaxophonist (ab 1968 auch Sopransaxophon) der Periode der kleinen Combos in den 1950er- und 1960er-Jahren.

## Werdegang
Nachdem Adderley in Florida eine Highschool-Band geleitet hatte, ging er 1955 nach New York – er hatte vor, in Manhattan zu studieren, aber nachdem er bei Oscar Pettifords Band im Cafe Bohemia einen Gastauftritt hatte, wurde er schnell zu einer Sensation: Charlie Parker war zuvor im Alter von 34 Jahren gestorben und man sah in Adderley seinen Nachfolger. Adderley hatte einen Stil, der von Benny Carter genauso beeinflusst war wie von Parker.
Adderley nutzte seine frühe Bekanntheit und formte sein erstes Quintett, in dem auch sein jüngerer Bruder Nat Adderley am Kornett mitspielte. Während die Gruppe sich finanziell schwertat, wurde Miles Davis auf Cannonball aufmerksam und holte ihn Ende 1957 für zwei Jahre in sein Sextett. Dort spielte er unter anderen neben John Coltrane (Tenorsaxophon). Als berühmteste Aufnahme aus dieser Zeit gilt das im Frühjahr 1959 aufgenommene Kind of Blue, eines der meistverkauften Alben der Jazzgeschichte. Aus dieser Zeit gibt es auch Aufnahmen des Miles Davis Sextetts ohne Miles Davis. Die auf fünf Musiker reduzierte Combo veröffentlichte zum Beispiel das Album Cannonball Adderley Quintet in Chicago.
Im September 1959 verließ Cannonball Miles Davis und spielte wieder mit Nat in einem Quintett. Einen Monat später nahm die Band einen Live-Auftritt in San Franciscos The Jazz Workshop auf. Diese Aufnahme wurde ein kommerzieller Erfolg. Vor allem ihre Version des Stücks This Here des Pianisten Bobby Timmons war erfolgreich, und das Quintett wurde zur führenden Gruppe einer Stilrichtung, die man bald als Soul Jazz bezeichnete. Von 1959 bis 1963 war das Quintett bei Orrin Keepnews’ Riverside unter Vertrag und spielte hauptsächlich soulige Interpretationen von Hardbop-Stücken. Yusef Lateef machte die Gruppe von 1962 bis 1963 zum Sextett. Nach dem Zusammenbruch von Riverside 1963 unterschrieb Cannonball bei Capitol Records, und seine Aufnahmen wurden etwas kommerzieller. Charles Lloyd ersetzte ein Jahr lang Lateef.
Weitere Mitglieder des Quintetts waren neben Nat Adderley die Pianisten Bobby Timmons, Victor Feldman, Joe Zawinul und George Duke, die Bassisten Sam Jones (1957, 1959–65), Walter Booker bzw. Vic Gaskin sowie Louis Hayes (1959–1965) sowie Roy McCurdy am Schlagzeug. Cannonball hatte Hits mit dem Work Song von Nat Adderley, Mercy, Mercy, Mercy von Zawinul und Why Am I Treated So Bad! von Pops Staples.
In den späten 1960er und in den 1970er Jahren wandte Adderley sich der Fusion zu. 1968 hatte er auf dem Album Accent on Africa sein Debüt auf dem Sopransaxophon, spielte dieses aber eher selten.
Gegen Ende seines Lebens ließ er seine Karriere Revue passieren: Sein vorletztes Album Phenix enthielt die größten Erfolge der Adderley-Brüder wie Country Preacher, This Here oder Work Song als Fusion-Version und auf seinem letzten Album Lovers vereinte er neue und alte Freunde zu einer Band. Er starb, bevor die Arbeiten an Lovers abgeschlossen waren. Die übrigen Mitglieder der Band beendeten das Werk zusammen mit Flora Purim (Gesang) mit dem von Adderleys Neffen Nat Jr. geschriebenen Titel Lovers als letzte Verbeugung vor Julian Adderley.
Julian Adderley hatte sein ganzes Leben an Diabetes mellitus gelitten; sein Spitzname Cannonball ist vermutlich auf den Versprecher eines Mitschülers zurückzuführen: Dieser wollte ihn Kannibale nennen, weil der fettleibige Adderley für seinen Dauerhunger bekannt war, aber aus Cannibal wurde Cannonball, „Kanonenkugel“.
Adderley starb 1975 plötzlich an einem Schlaganfall, sechs Wochen nach der Aufnahme seines letzten Albums in Gary, Indiana – er wurde auf dem Südfriedhof von Tallahassee (Florida) beerdigt.

## Zitate
“He’s the most underrated musician of the century. Hardly anybody talks about Cannonball, but he was a giant. He was his own guy. He didn’t play like Charlie Parker. He played like no-one else.”

„Er ist der meistunterschätzte Musiker des Jahrhunderts. Kaum einer spricht noch über Cannonball, aber er war eine Größe. Er war seine eigene Liga. Er spielte nicht wie Charlie Parker, er spielte wie niemand sonst.“

## Trivia
Cannonball Adderley hatte zusammen mit David Carradine und José Feliciano 1975 einen Auftritt in der fünfundfünfzigsten Folge der US-amerikanischen Fernsehserie Kung Fu.
Auf Here Comes Louis Smith (Blue Note, 1958), dem Debütalbum des Trompeters Louis Smith, spielte er unter dem Pseudonym Buckshot La Funke.

## Auszeichnungen
- 1975: Down Beat Jazz Hall of Fame

## Diskografie (Auswahl)
Als Bandleader
- Julian Cannonball Adderley: Presenting Cannonball (1955, Savoy)
- Julian Cannonball Adderley: Same (1956, EmArcy)
- Cannonball Adderly with Milt Jackson: Things Are Getting Better (Riverside), 1958 mit Wynton Kelly, Percy Heath, Art Blakey
- Julian Cannonball Adderley: Somethin’ Else (1958, Blue Note) mit Miles Davis, Hank Jones, Sam Jones und Art Blakey
- Cannonball Adderley Quintet: Live in San Francisco (1959, Riverside) (1999 in die „Grammy Hall of Fame“ aufgenommen[6])
- Cannonball Adderley Quintet: At the Lighthouse (1960, Riverside)
- Cannonball Adderley and His Orchestra: African Waltz (1961, Riverside)
- Cannonball Adderley with Bill Evans: Know What I Mean? (1961, Riverside)
- Cannonball Adderley Quintet: Plus (1961, Riverside)
- Cannonball Adderley Sextet: In New York (1962, Riverside) mit Yusef Lateef (ts, fl, Oboe)
- Cannonball Adderley Sextet: Nippon Soul (1963, Riverside) live in Tokyo
- Cannonball Adderley Quintet: Mercy, Mercy, Mercy! – Live at “The Club” (1966, Capitol)
- Cannonball Adderley Quintet: Why Am I Treated So Bad! (1967, Capitol)
- Cannonball Adderley Quintet: Accent on Africa (1968, Capitol) mit Letta Mbulu
- Cannonball Adderley Quintet: Country Preacher (1969, Capitol) mit Jesse Jackson
- Cannonball Adderley Quintet: Legends Live (1969, Jazzhaus)
- Cannonball Adderley Quintet: The Price you got to Pay to be Free (1970, Capitol)
- Cannonball Adderley: The Black Messiah (1970, Capitol)
- Cannonball Adderley: Phenix (1974, Fantasy)
- Cannonball Adderley feat. Rick Holmes & The Nat Adderley Sextet: Soul Zodiac (1972, Capitol)
- Poppin’ in Paris: Live at l’Olympia 1972 (2024)
- Burnin’ in Bordeaux: Live in France 1969 (2024)

Als Begleitmusiker
- Kenny Clarke Septet: Bohemia after Dark (Savoy, 1955) mit Nat Adderley, Horace Silver, Paul Chambers u. a.
- Gil Evans: New Bottle, Old Wine (Pacific Jazz, 1958)
- Miles Davis: Kind of Blue (Columbia, 1959) mit John Coltrane, Bill Evans u. a.

### Charts und Chartplatzierungen

#### Alben
| Jahr | Titel Interpretation                                                                       | Höchstplatzierung, Gesamtwochen, AuszeichnungChartplatzierungen (Jahr, Titel, Interpretation, Platzierungen, Wochen, Auszeichnungen, Anmerkungen) | Höchstplatzierung, Gesamtwochen, AuszeichnungChartplatzierungen (Jahr, Titel, Interpretation, Platzierungen, Wochen, Auszeichnungen, Anmerkungen) | Anmerkungen                                                                  |
| Jahr | Titel Interpretation                                                                       | US | R&B | Anmerkungen                                                                  |
| ---- | ------------------------------------------------------------------------------------------ | --- | --- | ---------------------------------------------------------------------------- |
| 1962 | Cannonball Adderley Cannonball Adderley und Nancy Wilson                                   | US30 (21 Wo.)US | — |                                                                              |
| 1963 | Jazz Workshop Revisited Cannonball Adderley Sextet featuring Nat Adderley and Yusef Lateef | US11 (25 Wo.)US | — | live aufgenommen in San Francisco                                            |
| 1967 | Mercy, Mercy, Mercy! Cannonball Adderley Quintet                                           | US13 (27 Wo.)US | R&B1 (20 Wo.)R&B | live aufgenommen im Club De Lisa in Chicago                                  |
| 1967 | Why Am I Treated so Bad! Cannonball Adderley Quintet                                       | US154 (12 Wo.)US | R&B18 (7 Wo.)R&B | live aufgenommen in Hollywood                                                |
| 1967 | 74 Miles Away – Walk Tall Cannonball Adderley Quintet                                      | US186 (2 Wo.)US | R&B26 (2 Wo.)R&B | live aufgenommen in Hollywood                                                |
| 1970 | Country Preacher Cannonball Adderley Quintet                                               | US136 (22 Wo.)US | R&B7 (23 Wo.)R&B | live aufgenommen in Chicago, mit einer Einleitung von Reverend Jesse Jackson |
| 1970 | Experience in E, Tensity, Dialogues Cannonball Adderley Quintet & Orchestra                | US194 (2 Wo.)US | — |                                                                              |
| 1971 | The Price You Got to Pay to Be Free Cannonball Adderley Quintet                            | US169 (2 Wo.)US | — |                                                                              |
| 1972 | The Black Messiah                                                                          | US167 (3 Wo.)US | — |                                                                              |
| 1972 | Soul Zodiac featuring the Nat Adderley Sextett                                             | US75 (20 Wo.)US | R&B11 (5 Wo.)R&B | erzählt von Rick Holmes                                                      |
| 1973 | Inside Straight Cannonball Adderley Quintet                                                | US179 (5 Wo.)US | — |                                                                              |
| 1974 | Love, Sex and the Zodiac                                                                   | — | R&B48 (4 Wo.)R&B | geschrieben und erzählt von Rick Holmes                                      |
| 1974 | Pyramid Cannonball Adderley Quintet                                                        | — | R&B45 (8 Wo.)R&B |                                                                              |
| 1975 | Phenix                                                                                     | US121 (8 Wo.)US | R&B24 (12 Wo.)R&B |                                                                              |
| 1975 | Big Man – The Legend of John Henry                                                         | — | R&B59 (2 Wo.)R&B | Konzeptalbum mit John Henry als Thema                                        |

grau schraffiert: keine Chartdaten aus diesem Jahr verfügbar

#### Singles
| Jahr | Titel Album                                                                     | Höchstplatzierung, Gesamtwochen, AuszeichnungChartplatzierungen (Jahr, Titel, Album, Platzierungen, Wochen, Auszeichnungen, Anmerkungen) | Höchstplatzierung, Gesamtwochen, AuszeichnungChartplatzierungen (Jahr, Titel, Album, Platzierungen, Wochen, Auszeichnungen, Anmerkungen) | Anmerkungen                         |
| Jahr | Titel Album                                                                     | US | R&B | Anmerkungen                         |
| ---- | ------------------------------------------------------------------------------- | --- | --- | ----------------------------------- |
| 1961 | African Waltz Cannonball Adderley Orchestra                                     | US41 (6 Wo.)US | R&B21 (1 Wo.)R&B | Autor: Galt MacDermot               |
| 1962 | Save Your Love for Me Nancy Wilson and the Julian “Cannonball” Adderley Quintet | — | R&B11 (5 Wo.)R&B |                                     |
| 1963 | The Jive Samba                                                                  | US66 (7 Wo.)US | — | Autor: Nat Adderley                 |
| 1967 | Mercy, Mercy, Mercy                                                             | US11 (11 Wo.)US | R&B2 (16 Wo.)R&B | Liveaufnahme Autor: Joe Zawinul     |
| 1967 | Why? (Am I Treated So Bad)                                                      | US73 (5 Wo.)US | R&B46 (4 Wo.)R&B | Liveaufnahme Autor: Roebuck Staples |
| 1970 | Country Preacher Cannonball Adderley Quintet                                    | US86 (3 Wo.)US | R&B29 (10 Wo.)R&B | Liveaufnahme Autor: Joe Zawinul     |